# Nitipong Selanon
Nitipong Selanon (tiếng Thái: นิติพงษ์ เสลานนท์, sinh ngày 25 tháng 5 năm 1993) là một cầu thủ bóng đá người Thái Lan thi đấu ở vị trí Hậu vệ phải cho câu lạc bộ Giải bóng đá Ngoại hạng Thái Lan Bangkok United và đội tuyển quốc gia Thái Lan.

## Sự nghiệp quốc tế
Nitipong giành chức vô địch Giải vô địch bóng đá U-19 Đông Nam Á với U-19 Thái Lan, và thi đấu ở Giải vô địch bóng đá U-19 châu Á 2012.Vào tháng 3 năm 2018 anh có mặt trong đội hình của Thái Lan cho Cúp Nhà vua Thái Lan 2018.

## Danh hiệu

### Câu lạc bộ
Buriram United
- Giải bóng đá Ngoại hạng Thái Lan (1): 2014

### Quốc tế
U-19 Thái Lan
- Giải vô địch bóng đá U-19 Đông Nam Á (1): 2011